# Grafenmühle im Ortsteil Kirchhellen
Koordinaten: 51° 34′ 3″ N, 6° 52′ 44″ O
Das Naturschutzgebiet Grafenmühle im Ortsteil Kirchhellen liegt auf dem Gebiet der kreisfreien Stadt Bottrop in Nordrhein-Westfalen. 
Das Gebiet erstreckt sich nordwestlich der Kernstadt von Bottrop und südwestlich des Bottroper Stadtteils Grafenwald im Stadtbezirk Kirchhellen. Am nördlichen Rand des Gebietes verläuft die Kreisstraße K 11 und am südwestlichen Rand die Landesstraße L 621. Durch das Gebiet hindurch fließt der Ebersbach. Westlich erstreckt sich das etwa 413,5 ha große Naturschutzgebiet (NSG) Kirchheller Heide (BOT-007) und – auf dem Gebiet der kreisfreien Stadt Oberhausen – das etwa 409,5 ha große NSG Hiesfelder Wald (OB-001), südöstlich liegen das etwa 187,5 ha große NSG Köllnischer Wald (BOT-005) und  das etwa 226,2 ha große NSG Kölnischer Wald (BOT-008).

## Bedeutung
Das etwa 61,0 ha große Gebiet wurde im Jahr 1983 unter der Schlüsselnummer BOT-003 unter Naturschutz gestellt. Schutzziele sind 
- die Erhaltung bzw. Wiederherstellung eines aufgestauten Mühlenteiches mit ausgeprägter Verlandungszone und Vegetationszonierung,
- die Erhaltung einer vielfältigen Bachaue mit Feuchtgrünland, Röhrichten, Feuchtbrachen und Erlenbruchwald-Bestockung in der Randzone des Ruhrgebietes sowie
- die Erhaltung einer Bachniederung mit Feuchtwald-Bestockung als naturnahes ökologisches Verbindungselement zum benachbarten NSG "Grafenmühle".[3]